# Портрет лицаря з рукою на грудях
«Портрет лицаря з рукою на грудях» (ісп. El caballero de la mano en el pecho) — уславлений портрет невідомого, котрий створив художник Ель Греко у перші роки перебування у місті Толедо.

## Опис твору
З часом портрет невідомого потемнів і вважалось, що твір написаний на чорному тлі. Обережна розчистка і певне освітлення виявили, що портрет створений не на чорному, а на сірому тлі, на котрому добре виділявся темний силует.
У портреті присутня нота урочистості і позування. Невідомий дворянин старанно розпрямив спину, внутрішньо підібрався і наче почав демонструвати найкраще, що було в його характері. Він сміливо дивиться і на художника, і на ймовірних глядачів. Однак перегляд картини свідчить про витонченість і астенію особи на портреті. Але ідеалом жорстокого 16 століття у Іспанії був мужній, агресивний вояк. Войовничість і напускну мужність охоче демонстрували навіть слабкодухі і не причетні до військових дій. Про цей ідеал знав і персонаж портрета, і сам художник, тому на портреті подано золотий ефес коштовної, парадної зброї, котрою, однак, не б'ються з ворогами. Неоднозначність має не тільки обличчя, а і особливість жесту лицаря, руку котрого трактують то як присягу, то як знак шляхетності і відповідності феодальним ідеалам, то як знак, відомий лише посвяченим у таємницю прихованого від усіх життя.
Коштовні зброя, мереживо і золотий ланцюжок із медальйоном свідчать про причетність до обраності, винятковості небідного персонажа і його стану в толедському суспільстві.

## Втрачене ім'я
Ім'я особи, що подана на портреті, давно втрачене. Існує декілька гіпотез щодо того, хто саме став моделлю для такого шляхетного і урочистого зображення. За останніми гіпотезами ним міг бути Хуан де Сільва і Рібера, третій маркіз Монтемайор, що був старостою королівського палацу Алькасар у місті Толедо. На високий статус персонажа начебто вказують коштовне мереживо, золотий ланцюг із медальйоном та золота зброя небідного дворянина.

## Гіпотеза про автопортрет
З архівних документів відомо, що Доменікос писав автопортрети. Патрон Ель Греко у Римі Джуліо Кловіо писав у листопаді 1570 р.: «У Рим щойно приїхав молодий кандієць, учень Тіціана, якого слід вважати (за моєю думкою) одним з найкращих майстрів живопису. Серед своїх творів він намалював свій автопортрет, що вразив майстерністю всіх художників Риму».
Попереду митця чекали поневіряння й роки праці в Іспанії. За припущеннями, рекомендації Ель Греко дав Тіціан, у якого питали про талановитих художників, гідних запрошення на працю при королівському дворі Іспанії. Тіціан мав на меті декілька завдань, не останнім серед них було й бажання позбавити себе від талановитого конкурента у Венеції, у якого виростав Ель Греко. Остаточне визрівання здібностей Ель Греко відбулося вже у іспанському Толедо, що було небезпечно для Тіціана, котрий панував у художньому житті Венеції.
Маємо ще один документ про існування другого автопортрета. У посмертному описі майна художника, що успадкував син Хорхе Теотокопулос, віднайдено: «Портрет мого батька в рамі з оздобленням». Отже, автопортрети Ель Греко існували, завданням дослідників є або знайти їх, або знайти відомості про їх втрату.
Пошуки автопортретів майстра не припиняються. Історик Алекс Бургхарт та художник Руперт Шрайв наважуються стверджувати, що це і є один із збережених автопортретів художника.